# Karta pocztowa „Zuchwały Kuba”
Karta pocztowa „Zuchwały Kuba” – nazwa nadana wiadomości, której autor podawał się za niezidentyfikowanego wiktoriańskiego seryjnego mordercę znanego jako Kuba Rozpruwacz. Jej autentyczność jest kontrowersyjna, może być jedną z wielu fałszywek, który dotarły wtedy do biura Scotland Yardu. Mimo wszystko funkcjonariusze opublikowali faksymile listu, w nadziei, że ktoś po charakterze pisma rozpozna nadawcę.
Oryginalna treść pocztówki brzmiała:

I was not codding [sic] dear old Boss when I gave you the tip, you'll hear about Saucy Jacky's work tomorrow double event this time number one squealed a bit couldn't finish straight off. Had not got time to get ears off for police thanks for keeping last letter back till I got to work again.

Jack the Ripper

Polskie tłumaczenie:

Nie żartowałem drogi stary szefie, gdy dałem Ci wskazówkę, usłyszysz o robocie Zuchwałego Kuby jutro, tym razem podwójne wydarzenie. Numer jeden trochę piszczał, nie mogłem więc dokończyć od razu. Nie miałem czasu wziąć uszu dla policji dzięki za przechowanie ostatniego listu póki nie wziąłem się znów do roboty.

Kuba Rozpruwacz

List został ostemplowany datą 1 października 1888. Dzień wcześniej w nocy z 30 września doszło do morderstwa Elizabeth Stride oraz Catherine Eddowes. Wiadomość mówi o „podwójnym wydarzeniu”, co wydaje się być aluzją do tych zbrodni. Niektórzy utrzymują, że została ona wysłana przed nagłośnieniem przez prasę zabójstw, co świadczy o jej autentyczności, wątpliwe jest bowiem by żartowniś mógł posiadać na ich temat taką wiedzę. Jednak data stempla pocztowego świadczy, że list został wysłany co najmniej dobę od morderstw, kiedy już dziennikarze i mieszkańcy okolicy znali wiele szczegółów ich dotyczących. Później policjanci twierdzili, że zidentyfikowali dziennikarza, będącego autorem karty pocztowej „Zuchwały Kuba” oraz listu „Drogi szefie”.

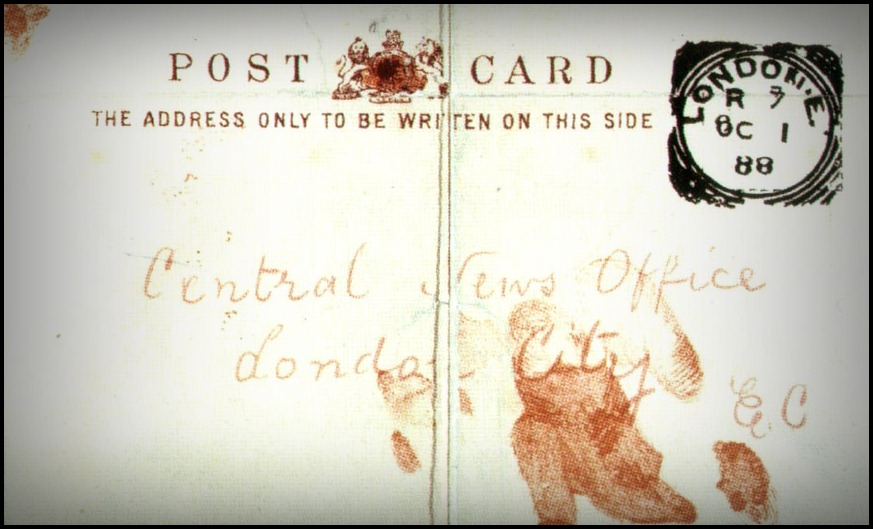
Faksymile przedniej strony karty pocztowej „Zuchwały Kuba"

Oryginalna pocztówka nie przetrwała do dzisiaj, zachowały się tylko jej faksymile. Prawdopodobnie została zabrana na pamiątkę przez odchodzącego na emeryturę któregoś z policjantów zaangażowanych w śledztwo.

## Kultura masowa
W filmie This is Spinal Tap członkowie zespołu muzycznego planują pisać utwory w oparciu o życiorys Kuby Rozpruwacza zatytułowany „Zuchwały Kuba”.